# Arthracanthida
Az Arthracanthida a Retaria Acantharea csoportjának kládja.

## Történet
Az Arthracanthidát 1926-ban írta le Vlagyimir Tyimofejevics Sevjakov, aki 145 Acantharia-morfofajt különböztetett meg 49 vagy 50 nemzetségben és 4 alrendben. Bernstein et al. 1999-es rendszertanában a 4 rend egyikeként szerepel. 1967-ben igazolta Hmeleva, hogy a Phaeocystis szimbiózisban él vele.
Febvre és Febvre-Chevalier 2002-ben az Euacanthia alosztályba sorolták, melynek közös jellemzője a 20 tömör tüske.
A 2011 előtti meghatározás szerinti Arthracanthida és Symphyacanthida keveredtek, ezért ekkor Decelle et al. módosították meghatározását: néhány, az E és F kládon kívüli taxont átsoroltak.
Thomas Cavalier-Smith 2018-ban a Symphyacanthidát az Arthracanthidával egyesített kládként írta le, azonban Adl et al. 2019-es rendszertanában a két klád külön szerepel.

## Genetika
Szekvenált genommal rendelkező fajai 2011-ben nem voltak. Az Amphilonche elongata 2-es típusú β-tubulin 1-es izoforma génje 2013 novemberében jelent meg, de az első teljes 18S rRNS-szekvenciák 2004-ben váltak ismertté. Az első több gént egyszerre tartalmazó szakasz az Acanthostaurus nordgaardiból származik, 3636 bp hosszú lineáris DNS a 18S rRNS egy részével, az ITS1, az 5,8S rRNS és az ITS2 egészével, valamint a 28S rRNS egy részével. 2011-ben szekvenálták Krabberød et al.

## Filogenetika
Az Acantharia molekuláris filogenetikai úton megállapított E kládja 18S és 28S rRNS alapján. 4 alkládja van (E1–E4) összesen 5 családdal.
Az E és F kládok – az Arthracanthida és a Symphyacanthida – testvércsoportok, és az Acantharia legkésőbb kialakult tagjai.

## Morfológia
Vastag kapszulája a sokmagvú pigmentált endoplazmát és az ektoplazmát elhatárolja, és a Spumellaria és a Phaeodaria kapszulájától eltér: nem perforált, és eltérő eredetű. Axopódiumait hatszögletű mikrotubulus-csoportok támasztják. A szaporodáson kívül mindig rendelkezik minden ismert faja szimbionta algákkal a szaporodáson kívül. 20 törékeny, a tengervízben lévő stroncium alacsony mennyisége miatt könnyen oldódó tömör radiális tüskéje periszpikuláris vezikulummal körülvett cölesztinből (SrSO4) áll, ezért váztüskéi nem találhatók meg az üledékben, és a sejt közepéhez lapjain vagy leveles szélein szorosan rögzül a Symphyacanthida tüskéihez hasonlóan. Kontraktilis mionémákkal is rendelkezik.
Egyes fajok 4 ellentétes laterális tüskével rendelkeznek, melyekből apofízisek ágaznak ki, rácsos vagy perforált lemezt adva. Ezek lehetővé teszik a rögzített és kibontott vázat.
Az E3 és E4 kládok héja rácsos, az E1-é és E2-é nem, bár ezt Sevjakov eredeti rendszertana nem tekintette fontos jellemzőnek.:3. ábra, 445

## Ökológia
Többnyire a fotikus zónában él a Phaeocystis nemzetségbe tartozó endoszimbionta algái révén, ezért kevés szekvencia ismert a mezopelágikus és a mélyebb zónákból: míg a teljes Acantharia szekvenciaszáma a mélységgel pozitív, az Arthracanthida, a Symphyacanthida és a Chaunacanthida szekvenciaszámai negatív korrelációt mutatnak.:2957 Így míg a fotoszimbionta kládok a kis és nagy Acantharia-közösség szinte egészét alkotják, a mély klorofillmaximumban a Chaunacanthida és az A klád is jelentős arányt tesznek ki, a közepes és nagy mélységű vizekben a nem fotoszimbionta kládok vannak többségben, és az Arthracanthida kisebbséget tesz ki. Ennek ellenére az Arthracanthida–Symphyacanthida amplikonszekvencia-variánsok 14%-a megtalálható a fotikus és afotikus zónákban egyaránt, azonban mindkét zónában több helyen is előfordulhat.:2957, 2959
Egyes fajai a pikoplankton részei, mások ennél nagyobbak: a kis és nagy méretű frakcióban egyaránt megtalálták Cheung et al.:2962

## Életciklus
Ivaros szaporodása gamontociszta- és pregametogenetikus cisztaképzés nélkül, a vegetatív fázisban történik, ennek során a példányok egymásnak átadnak szimbionta algákat, ezért szaporodása során is a fotikus zónában található.